# Спинёв, Николай Николаевич
Николай Николаевич Спинёв (род. 30 мая 1974, Ростов-на-Дону) — российский спортсмен, олимпийский чемпион 2004 года в академической гребле (четвёрка парная). Заслуженный мастер спорта (2004).
Член сборной команды России на летних Олимпийских играх 2008 года в Пекине.
С 23 ноября 2012 года вице-президент Федерации Гребного спорта России.